# Павле Грбовић
Павле Грбовић (Београд, 19. новембар 1993) српски је политичар. Од 2020. обавља функцију председника Покрета слободних грађана (ПСГ), а од 2022. је посланик Народне скупштине Србије.

## Биографија
Основну и средњу школу завршио је у Београду. Године 2012. уписао је Правни факултет Универзитета у Београду. Дипломирао је 2016. године као један од најбољих студената у својој генерацији. Након тога је на истом факултету магистрирао. Добио је вишеструке награде за одличан успех у свим годинама студија и награде на неколико такмичења у писању тематских радова из правне струке.
Одлуку о придруживању Покрету слободних грађана донео је у августу 2017. године након председничких избора 2017. и формирања Покрета слободних грађана. Унутар покрета обављао је функције координатора медијског тима, секретара и члана Извршног одбора и секретара Председништва. Тренутно је члан председништва покрета.
Био је на изборној листи Покрета слободних грађана, Народне странке и Драгана Ђиласа за изборе за одборнике Скупштине града Београда 2018. године. Коалиција је завршила на другом месту и Грбовић је изабран за одборника у Скупштини града. Рекао је да не очекује да ће бити привилегован јер је млад, али да се такође не плаши да се супротстави мишљењима и расправама са старијима због година.
Рекао је да је највећи проблем Србије данас недостатак емпатије, солидарности и спремности да се суочи са стварним проблемима и социјалном декаденцијом и тенденција ка популизму, национализму и шовинизму.
После лошег резултата на парламентарним изборима 2020. године, на којима је Покрет слободних грађана освојио само 1,58% од укупног броја гласова, у оквиру покрета су најављени нови председнички избори, а Грбовић је био једини кандидат за председника и 27. септембра заменио Сергеја Трифуновића на месту председника покрета.
Дана 3. априла 2022. године, током парламентарних избора, Грбовића су напали активисти владајуће Српске напредне странке (СНС).
Он је са малобројном групом народних посланика предао Народној скупштини Републике Србије „Предлог резолуције о геноциду у Сребреници”, са захтевом да се о истом одлучује по хитном поступку.

## Приватни живот
Дана 10. новембра 2020. путем фејсбука је објавио да је заражен вирусом ковид 19. У септембру 2022. оженио се Нином Стојаковић.